# セルヒオ・トンプソン
セルヒオ・トンプソン（Sergio Thompson、1983年10月29日 - ）は、メキシコの男性プロボクサー。チェトゥマル出身。

## 来歴
2006年1月28日、キンタナ・ロー州カンクンのカンクン闘牛場でデビュー戦を行い、3-0の判定勝ちを収めデビュー戦を勝利で飾った。
2009年11月20日、キンタナ・ロー州カンクンでアサエル・ゴンサレスと対戦し、プロ初黒星となる0-2（93-97、93-97、95-95）の判定負けを喫した。
2010年2月20日、ユカタン州メリダのポリフォルム・サムナでクリスチャン・アラソラとWBCムンドヒスパノスーパーフェザー級王座決定戦を行い、4回1分7秒TKO勝ちを収め王座獲得に成功すると共に再起に成功した。
2010年8月6日、キンタナ・ロー州カンクンでリサルド・モレノと対戦し、8回2分15秒TKO勝ちを収めWBCムンドヒスパノスーパーフェザー級王座の初防衛に成功した。
2010年9月7日、キンタナ・ロー州カンクンでWBCインターナショナルライト級王者アリシャー・ラヒモフと対戦し、1-2（110-118、111-117、115-113）の判定負けを喫し王座獲得に失敗した。
2010年11月6日、ユカタン州メリダのポリフォルム・サムナでホセ・エルナンデスと対戦し、3回2分53秒TKO勝ちを収め再起に成功した。
2011年10月15日、キンタナ・ロー州チェトゥマルでアサエル・ゴンサレスとFECARBOXスーパーフェザー級王座決定戦を行い、7回KO勝ちを収め王座獲得に成功すると共に2年ぶりの再戦で雪辱を果たした。
2012年3月31日、キンタナ・ロー州カンクンのオアシス・ホテル・コンプレックスでホルヘ・リナレスとWBC世界ライト級挑戦者決定戦を行い、2回2分27秒TKO勝ちを収め指名挑戦権を獲得した。
2012年5月26日、キンタナ・ロー州カンクンのオアシス・ホテル・コンプレックスでファン・ラモン・ソリスとWBCインターナショナルスーパーフェザー級シルバー王座決定戦を行い、5回2分34秒TKO勝ちを収め王座獲得に成功した。
2012年10月27日、キンタナ・ロー州チェトゥマルでルイス・アルマンド・フアレスと対戦し、5回2分31秒TKO勝ちを収めWBCインターナショナルスーパーフェザー級シルバー王座の初防衛に成功した。
2013年1月19日、タバスコ州ビヤエルモサでモイセス・カストロと対戦し、5回1分25秒TKO勝ちを収めWBCインターナショナルスーパーフェザー級シルバー王座の2度目の防衛に成功した。
2013年8月17日、キンタナ・ロー州カンクンのカンクン闘牛場でWBC世界スーパーフェザー級王者三浦隆司と対戦し、2回、6回にダウンを奪われ、8回はダウンを奪い返すが、0-3（111-114、110-114、112-113）の判定負けを喫し王座獲得に失敗した。
2013年12月14日、キンタナ・ロー州プラヤ・デル・カルメンでセサール・チャベスと対戦し、初回KO勝ちを収め再起に成功した。
2014年3月8日、ネバダ州ラスベガスのMGMグランド・ガーデン・アリーナでリカルド・アルバレスとWBCインターナショナルライト級王座決定戦を行い、 3-0（95-93、95-93、97-91）の判定勝ちを収め王座獲得に成功した。
2014年8月2日、キンタナ・ロー州チェトゥマルでアドネス・アグエロと対戦し、3-0（97-92、96-93、96-93）の判定勝ちを収めた。
2014年12月20日、キンタナ・ロー州カンクンでWBA世界スーパーフェザー級暫定王者ブライアン・バスケスと対戦する予定だったが、バスケスが前日計量で3ポンド体重超過の133ポンドを計測し計量失格となり王座を剥奪された。試合はトンプソンが勝てば王座を獲得し、バスケスが勝てば王座は空位となるという条件で行われたが、序盤から完全に主導権を握られ、トンプソンにとってプロ初のKO負けとなる9回終了時に棄権によるTKO負けを喫し王座獲得に失敗した。

## 獲得タイトル
- WBCムンドヒスパノスーパーフェザー級王座
- FECARBOXスーパーフェザー級王座
- WBCインターナショナルスーパーフェザー級シルバー王座
- WBCインターナショナルライト級王座